# 구글 클라우드 스토리지
구글 클라우드 스토리지(Google Cloud Storage)는 구글 클라우드 플랫폼 인프라스트럭처에서 데이터 저장 및 접근을 위한 REST형 온라인 파일 스토리지 웹 서비스이다. 이 서비스는 구글의 클라우드의 성능과 스케일러빌리티를 고급 보안, 공유 기능과 결합한다. 아마존 S3 온라인 스토리지 서비스와 견줄만한 서비스형 인프라스트럭처(IaaS)이다. 구글 드라이브와 대조적으로, 그리고 각기 다른 서비스 사양에 따라 구글 클라우드 스토리지는 기업에 더 적합한 것으로 평가된다.

## 디자인
구글 스토리지는 오브젝트를 프로젝트에 저장한 다음 버킷에 정리한다.(원래 100 GiB가 한계였으나 지금은 최대 5 TiB까지 저장 가능) 모든 요청은 아이덴티티 정책이나, 사용자 또는 서비스 계정과 연결된 접근 제어 목록을 사용하여 인가된다. 버킷 이름과 키가 선정됨으로써 오브젝트는 HTTP URL을 이용하여 주소 할당이 가능하다:
- https://storage.googleapis.com/bucket/object
- http://bucket.storage.googleapis.com/object
- https://storage.cloud.google.com/bucket/object